# Autoroute espagnole C-33
Pour les articles homonymes, voir C33 (homonymie).
L'autoroute C-33 est une autoroute urbaine catalane qui permet d'accéder à Barcelone depuis l'AP-7 en venant du nord, notamment depuis la France.
Elle se détache l'AP-7 à Parets del Vallès et longe l'autoroute C-17.
D'une longueur de 14 km environ, elle relie l'AP-7 au nord-est de l'agglomération au centre urbain de Barcelone au niveau du Nudo de Trinitat qui regroupe le Périphérique nord de Barcelone (B-20), le Périphérique sud de Barcelone (B-10) ainsi que la C-58 (Barcelone - Terrassa). 
Elle est composée d'un échangeur incomplet (C-59) jusqu'au périphérique.
Initialement payante, la C-33 était gérée par la société Acesa, filiale du groupe Abertis, qui gérait déjà l'AP-2, une partie de la C-32 et une partie de l'AP-7. À l’expiration du contrat de concession le 31 août 2021, l’autoroute devient par conséquent gratuite et son exploitation revient à la Généralité de Catalogne.

## Tracé
- Elle débute au nord-est de Mollet del Vallès où elle bifurque avec l'AP-7 en direction de Barcelone. Elle suit le tracé parallèle avec la C-17 en provenance de Vic jusqu'à ce qu'elles se rejoignent au Nus de Trinitat.
- Au sud de Mollet del Vallès, se détache la C-59 (à destination de Solità i Plegamans) par un échangeur incomplet qui permet de l'intégrer seulement en provenance de Barcelone.
- La barrière de péage était près de la Llagosta
- Sur la dernière partie entre Santelvira et le Nudo de Trinitat où se rejoignent la C-58, la C-33 et la C-17 (jusqu'à 7 voies de circulation dans chaque sens) pour croiser au nœud de Trinitat la B-10 et la B-20.

## Sorties
| Numéro de la sortie | Nom de la sortie | Bifurcation         |
| ------------------- | --- | ------------------- |
|                     | Gerone - France | AP-7                |
|                     | Solità i Plegamans - Zones Industrielles | C-59                |
|                     | Péage de Mollet del Vallès |                     |
| Nœud de Trinitat    | Ronda de Dalt - Barcelone Nord - Santa Coloma de Gramanet Ronda Litoral - Barcelone Sud - Badalone Sabadell - Terrassa - Valence AP-7 Vic - Ripoll - Barcelone-Avinguda Meridiana | B-20 B-10 C-58 C-17 |
|                     | Barcelone-Avinguda Meridiana |                     |